# Pljukanci

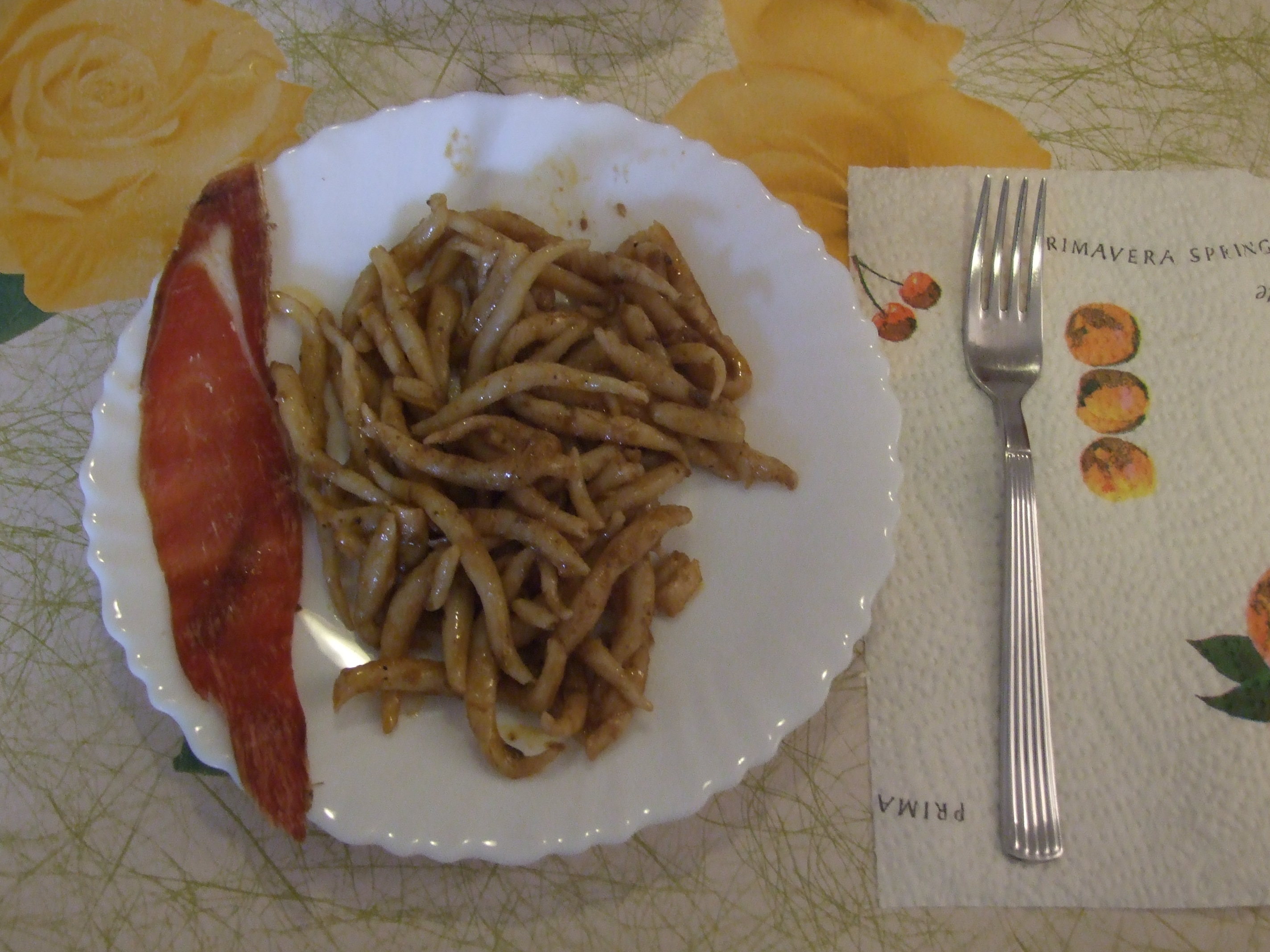
Plato de pljukanci en Lindarski Križ

El pljukanci es un tipo de pasta típica de la región de Istria, en Croacia. Se elaboran con harina, agua, huevos y sal.

## Elaboración
Se mezcla la harina, los huevos, la sal y el agua obteniendo una masa. Esta debe amasarse hasta obtener una consistencia lisa. Se separan las bolas de pljukanci y se dejan reposar durante 20 minutos. A continuación se hierve agua, y cuando esté a punto se meten los pljukanci. En el momento que estos suban a la parte de arriba de la cacerola se van sacando. Por último se sirven según la receta que se desee con otros condimentos.